# Msindanu

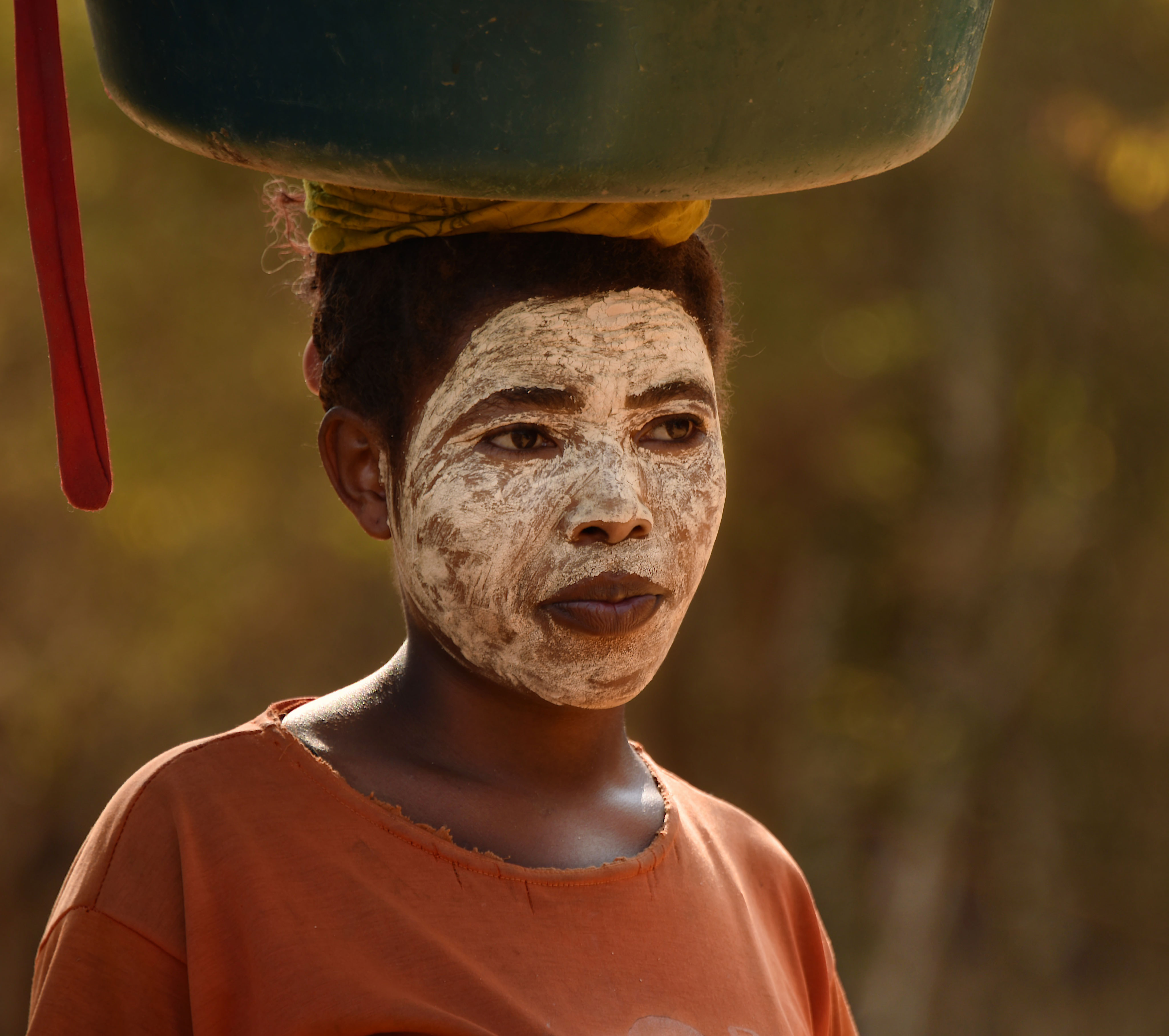
Femme portant un masonjoany à Madagascar.

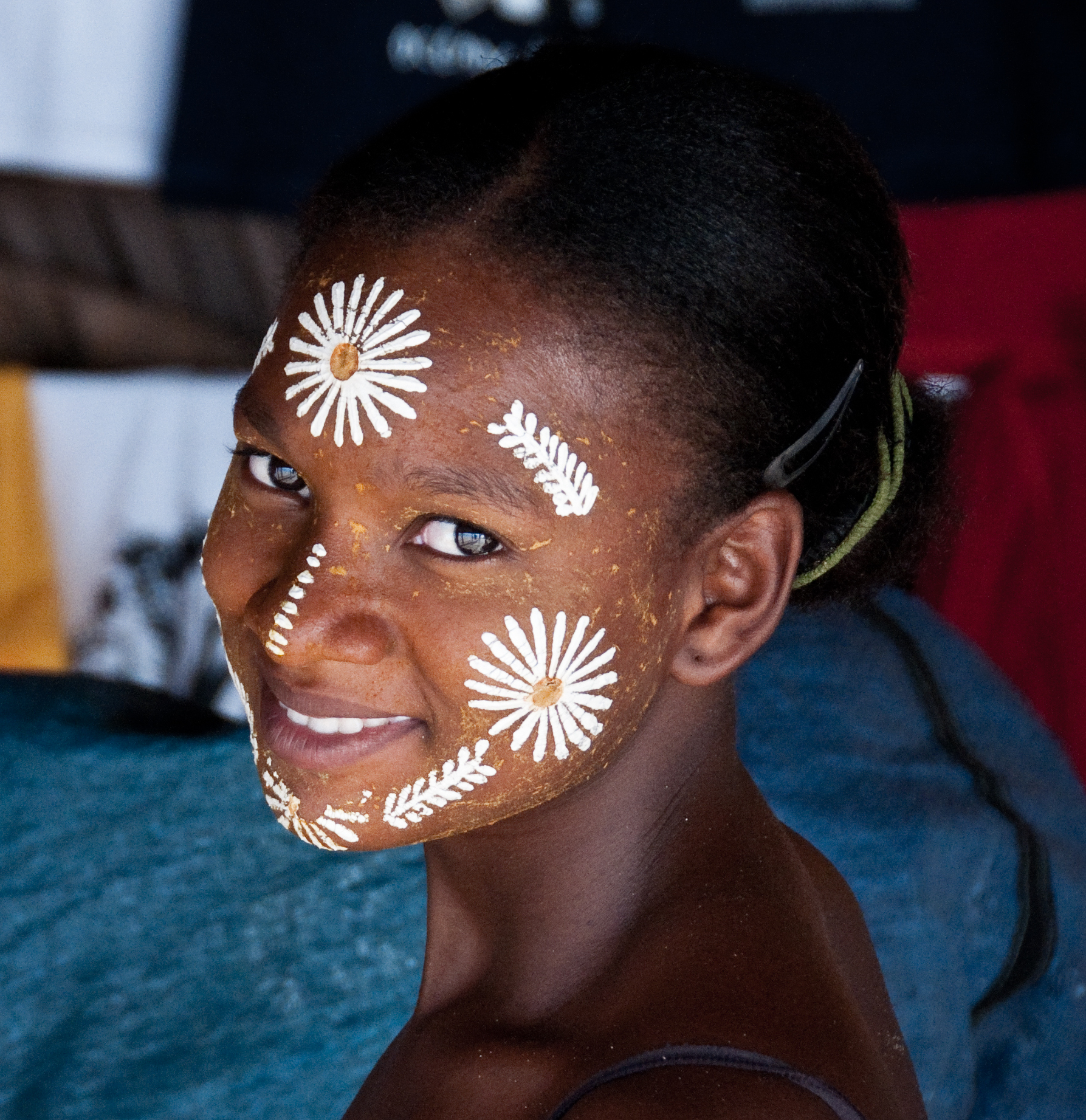
masonjoany

Le msindanu, ou msindzano  (ou masonjoany à Madagascar) est une parure cosmétique traditionnelle portée par les femmes de certaines îles de l'océan Indien comme  les Comores[réf. nécessaire], Mayotte et Madagascar, ou encore au Mozambique. Il est considéré comme un cosmétique à part entière et est devenu emblématique à Madagascar et Mayotte. Il est aussi appelé en français « masque de beauté ». En Asie du Sud-Est, son équivalent est le thanaka. Le masonjoany agit contre les acnés, rides et les toxines. Il a des vertus apaisantes et relaxantes.
À l'origine, ce masque, constitué d'une pâte à base de santal frotté sur du corail, est porté par les femmes malgaches, plus précisément sakalaves ; puis il s'est répandu dans les îles de l'archipel des Comores[réf. nécessaire]. S'il est aujourd'hui, comme pour les masques de beauté, vendu en Occident, et destiné à améliorer l'état de l'épiderme, il est à la base destiné à protéger la peau (des agressions du soleil et des insectes) lors des activités journalières comme la cuisine ou les travaux agricoles.
Le masonjoany désigne le bois de santal frotté pour obtenir le maquillage, il est aussi utilisé en aromathérapie, parfumerie et en charpenterie.